# Tiệc độc thân nhớ đời
Tiệc độc thân nhớ đời (tên gốc tiếng Anh: Rough Night) là một phim điện ảnh hài hước của Mỹ năm 2017 do Lucia Aniello đạo diễn với phần kịch bản được chấp bút bởi chính Aniello và Paul W. Downs. Phim có sự tham gia diễn xuất của Scarlett Johansson, Zoë Kravitz, Kate McKinnon, Jillian Bell, Ilana Glazer, Paul W. Downs, Ty Burrell và Demi Moore, xoay quanh câu chuyện về một bữa tiệc độc thân trở thành thảm họa sau khi một nam vũ công thoát y vô tình bị đột tử.
Tiệc độc thân nhớ đời được công chiếu tại Mỹ vào ngày 16 tháng 6 năm 2017 bởi hãng Columbia Pictures, và tại Việt Nam vào ngày 28 tháng 7 năm 2017. Phim nhận được nhiều ý kiến phê bình hỗn tạp và thu về 47,3 triệu USD toàn cầu.

## Nội dung
Trước khi từ giã cuộc sống độc thân, Jess được hội bạn thân tổ chức một đêm tiệc khuấy đảo Miami. Món quà mà Alice, Blair, Frankie và Pippa đưa đến cho nữ chính là một nam vũ công thoát y nóng bỏng. Tuy nhiên, biến cố ra khi chàng vũ công đột tử vì tai nạn. Các cô gái bắt đầu hoảng loạn, họ chạy vòng quanh để cố gắng tống khứ cái xác của nam vũ công. Điều này đã gây rắc rối với những chiếc xe ô tô, thuyền và những rắc rối của Blair với những người hàng xóm đáng sợ.

## Diễn viên
- Scarlett Johansson vai Jessica "Jess" Thayer
- Jillian Bell vai Alice
- Kate McKinnon vai Pippa/Kiwi
- Ilana Glazer vai Frankie
- Zoë Kravitz vai Blair
- Paul W. Downs vai Peter
- Demi Moore vai Lea
- Ty Burrell vai Pietro
- Ryan Cooper vai Jay ("Scotty")
- Colton Haynes vai Scotty
- Dean Winters vai Thám tử Frazier
- Enrique Murciano vai Thám tử Ruiz
- Bo Burnham vai Tobey
- Eric Andre vai Jake
- Hasan Minhaj vai Joe
- Patrick Carlyle vai Patrick
- Karan Soni vai Raviv
- Peter Francis James vai Bác Jack

## Sản xuất
Sau thành công của nữ đạo diễn Aniello với loạt phim truyền hình Broad City, Sony Pictures Entertainment đã sở hữu tác quyền của Tiệc độc thân nhớ đời vào tháng 6 năm 2015. Kịch bản của bộ phim nằm trong danh sách đen những kịch bản chưa được sản xuất trong năm 2015. Aniello đã nhắc tới bô phim này như "một phiên bản hài hước của The Big Chill". Tháng 12 năm 2015, Scarlett Johansson nhận lời tham gia bộ phim với vai diễn chính. Tháng 4 năm 2016, Zoë Kravitz tham gia dàn diễn viên, và những diễn viên còn lại của bộ phim đầu được lần lượt công bố trong tháng sau đó.
Quá trình quay phim chính được bắt đầu vào tháng 8 năm 2016 tại Saddle Rock, New York. Cuối tháng 9 năm 2016, phim được bấm máy tại Mount Vernon, New York. Tiệc độc thân nhớ đời ban đầu được lấy tên Rock That Body nhưng sau đó lại phải đổi thành "Rough Night" do vấn đề bản quyền. Phần âm nhạc trong phim được thực hiện bởi nhà soạn nhạc Dominic Lewis.

## Phát hành
Tiệc độc thân nhớ đời ban đầu được lên lịch công chiếu tại Mỹ vào ngày 23 tháng 6 năm 2017, nhưng sau đó lại được đẩy lên sớm hơn vào ngày 16 tháng 6. Tại Việt Nam, phim được khởi chiếu vào ngày 28 tháng 7 năm 2017.

### Doanh thu phòng vé
Tiệc độc thân nhớ đời thu về 22,1 triệu USD tại thị trường Mỹ và Canada, và 25,2 triệu USD tại thị trường ngoại địa, với tổng doanh thu toàn cầu đạt mức 47,3 triệu USD, trong khi đó kinh phí làm phim là 20 triệu USD.
Tại Bắc Mỹ, phim được công chiếu cùng ngày với All Eyez on Me, Hung thần đại dương và Vương quốc xe hơi 3, và được dự đoán sẽ thu về 10–14 triệu USD từ 3.162 rạp chiếu sau dịp cuối tuần ra mắt. Tuy nhiên, sau khi chỉ thu về 3,4 triệu USD trong ngày đầu tiên công chiếu (tính cả 700.000 USD từ suất chiếu đên thứ Năm), mức dự đoán doanh thu ra mắt giảm xuống còn 9 triệu USD. Cuối cùng phim lại chỉ thu về 8 triệu USD sau ba ngày công chiếu, xếp thứ 7 về doanh thu phòng vé tuần. Dịp cuối tuần thứ hai phim thu về 4,7 triệu USD (tức sụt giảm 40% so với tuần đầu), kết thúc thứ 8 về doanh thu phòng vé.

### Đánh giá chuyên môn
Trên hệ thống tổng hợp kết quả đánh giá Rotten Tomatoes, phim nhận được 45% lượng đồng thuận dựa theo 145 bài đánh giá, với điểm trung bình là 5,3/10. Các chuyên gia của trang web nhất trí rằng, "Những tài năng trong Tiệc độc thân nhớ đời khá là ổn cho những tiếng cười, nhưng những tài năng ấy lại không được sử dụng đúng mức trong một bộ phim hài thưa thớt và đánh mất quá nhiều cơ hội như thế này." Trên trang Metacritic, phần phim đạt số điểm 51 trên 100, dựa trên 40 nhà phê bình, với chủ yếu là những nhận xét hỗn tạp. Lượt bình chọn của khán giả trên trang thống kê CinemaScore cho phần phim điểm "C+" trên thang từ A+ đến F.